# Carbon River
La rivière Carbon (Carbon River) est un cours d’eau de l’ouest de l’État de Washington au nord-ouest des États-Unis dans le comté de Pierce. Longue de 48 km, elle prend sa source au niveau du mont Rainier avant de rejoindre le fleuve Puyallup. Ce dernier se dirige  vers l’ouest pour se déverser finalement dans le Puget Sound, un bras de mer de l’océan Pacifique.
Charles Wilkes nomma premièrement la rivière « Upthascap River » mais le nom fut changé à la suite de la découverte de charbon dans son lit en 1876.

## Géographie
La rivière prend sa source au niveau du glacier Carbon sur le versant nord du mont Rainier. Elle s’écoule ensuite dans le parc national du mont Rainier. Parmi ses principaux affluents se trouvent Cataract Creek, Spukwush Creek, Chenuis Creek, Green Creek et Tolmie Creek. La rivière rejoint finalement le fleuve Puyallup au niveau de la localité d’Orting.
Des inondations surviennent régulièrement dans la région. En 2006, une route d’accès au parc national fut ainsi coupée par la rivière et n’a pas été rouverte aux véhicules motorisés depuis.
Vu la présence du mont Rainier, la vallée de la rivière peut être victime de lahars.